# Shawn Dawson
Pour les articles homonymes, voir Dawson.
Shawn Dawson (en hébreu : שון דוסון), le 12 décembre 1993, est un joueur israélien de basket-ball. Il évolue aux postes d'arrière et d'ailier. Il est le fils de l'ancien basketteur Joe Dawson.

## Palmarès
Champion d'Israël 2016